# テキサスチズガメ
テキサスチズガメ（学名：Graptemys versa）は、ヌマガメ科チズガメ属に分類されるカメ。

## 分布
アメリカ合衆国（テキサス州のコロラド川水系）固有種

## 形態
最大甲長21.4センチメートル。背甲は扁平。オスよりもメスの方が大型になり、オスは甲長6.5-11センチメートル。背甲の前部にある甲板は盛り上がる。椎甲板の中央に筋状の盛り上がり（キール）があるが、瘤状にならない。背甲の色彩は暗黄色で、黄色い網目状の斑紋とその中に同心円状の斑紋が入る。腹甲の色彩は黄色や淡黄色で、甲板の継ぎ目（シーム）は暗色。
頭部は属内ではやや小型で、吻端はやや突出する。頭部や四肢の色彩は暗黄色で、黄色や橙色の筋模様が入る。眼には暗色の筋模様が入る。眼後部にアルファベットの逆「J」字状の斑紋もしくは横縞が左右に1つずつ入る。

## 生態
基底が石灰石でやや水深が浅い河川に生息する。昼行性。日光浴を行うことを好む。

## 人間との関係
ペットとして飼育されることもあり、日本にも輸入されていた。流通量は少なく、価格も属内では高価だった。2006年にチズガメ属がワシントン条約附属書III類に掲載されたためアメリカ合衆国からの輸出が制限され流通量は激減している。